# 博塞吉利亚斯
博塞吉利亚斯，是西班牙卡斯蒂利亚-莱昂塞戈维亚省的一个市镇。 总面积42平方公里，总人口588人（2001年），人口密度14人/平方公里。